# Daniel Huss
Daniel Huss (* 4. Oktober 1979 in Luxemburg) ist ein luxemburgischer Fußballspieler und ehemaliger Nationalspieler. 

## Karriere
Huss stammt aus der Jugend des CS Grevenmacher und spielte anschließend kurzzeitig für die Reservemannschaften von Standard Lüttich und des 1. FC Kaiserslautern. Ab 1998 war er wieder für seinen Heimatverein aus dem Osten Luxemburgs aktiv.
In der Saison 2002/03 wurde Huss dort Meister, Pokalsieger und mit 23 Toren Torschützenkönig der Nationaldivision, weshalb er auch im Blickfeld mehrerer Zweitligavereine aus Deutschland stand. Ein Wechsel kam jedoch nicht zustande und Huss blieb beim „CSG“.
In der Saison 2009/2010 war er erneut Torschützenkönig mit 22 Treffern. Bis zu seiner Suspendierung kam er auf insgesamt 228 Treffer in der höchsten Spielklasse Luxemburgs. In der ewigen Tabelle der erfolgreichsten Torschützen der obersten Liga in Luxemburg liegt er hinter Armin Krings (255 Tore/347 Spiele) auf dem 2. Platz und bei den meisten Spielen mit 364 Partien auf Platz 9.
2010 wurde er zum Fußballer des Jahres in Luxemburg gewählt. In insgesamt 16 Europapokalspielen für den CS Grevenmacher schoss Huss ein Tor.
Seit 2014 ist er nur noch unterklassig aktiv, aktuell in der 2. Mannschaft von Union Mertert-Wasserbillig.

## Nationalmannschaft
Huss spielte in sieben Jahren 46-mal für die luxemburgische Nationalmannschaft und erzielte dabei zwei Treffer. Sein Debüt feierte er im Februar 2000 in einem Freundschaftsspiel gegen Nordirland.

## Erfolge
- Luxemburgischer Meister 2003
- Luxemburgischer Pokalsieger 2003 und 2008
- Torschützenkönig der Nationaldivision: 2003 (23 Tore), 2010 (22 Tore)